# Matías Orlando
Matías Orlando (Tucumán, 14 novembre 1991) è un rugbista a 15 argentino che gioca come tre quarti centro nei Jaguares in Super Rugby.

## Biografia
Orlando si formò nel Huirapuca, di cui suo padre era presidente; entrato nelle giovanili del club a soli tre anni, si dedicò per un periodo al tennis per poi ritornare al rugby. Nel 2013, con la squadra con cui era cresciuto, si aggiudicò il torneo regionale del Nord-est. Lo stesso anno, alla sua prima convocazione con la selezione rappresentante la provincia di Tucumán, vinse il campionato nazionale argentino. A partire dal 2012 fu chiamato nei Pampas XV con cui partecipò a due edizioni della Vodacom Cup e alla Pacific Rugby Cup del 2014, vinta in finale contro la squadra cadetta dei Reds. Dal 2016 disputa il Super Rugby con la franchigia argentina dei Jaguares.
Nel 2011, Orlando prese parte al mondiale giovanile con la selezione under-20 argentina. Il suo esordio con l'Argentina avvenne nell'incontro con il Uruguay valido per il Campionato sudamericano di rugby 2012, torneo nel quale ottenne la vittoria finale. Fece una breve esperienza con la Nazionale di rugby a 7 dell'Argentina partecipando, nel febbraio 2013, a due tappe delle IRB World Series; a giugno dello stesso anno, tornò, però, a vestire la casacca dei Pumas disputando due incontri con l'Inghilterra e uno con la Georgia. Dopo la vittoria nel Campionato sudamericano di rugby 2014 e due presenze nei test-matches di giugno, un infortunio al ginocchio, patito in un incontro di club nel settembre 2014, mise fine alla sua stagione internazionale e compromise anche quella del 2015, nella quale giocò una sola partita nel Sudamericano. Ritornò in campo con la nazionale argentina in occasione della seconda sfida con la Francia durante il tour estivo del 2016 dei transalpini ed, a partire da quell'incontro, scese in campo in tutti gli impegni internazionali dei Pumas; solo nel tour di novembre 2017 gli venne concesso un po' di riposo, in quanto giocò solo contro l'Italia. Nel 2018 disputò tutte le amichevoli delle finestre di giugno e novembre, ma saltò le prime quattro partite del The Rugby Championship 2018 a causa di un infortunio.

## Palmarès
- Campionati argentini: 1
Tucumán: 2013
- Pacific Rugby Cup : 1
Pampas XV: 2014
- Campionati sudamericani: 3
Argentina: 2012, 2014, 2015